# Сарептская кирха

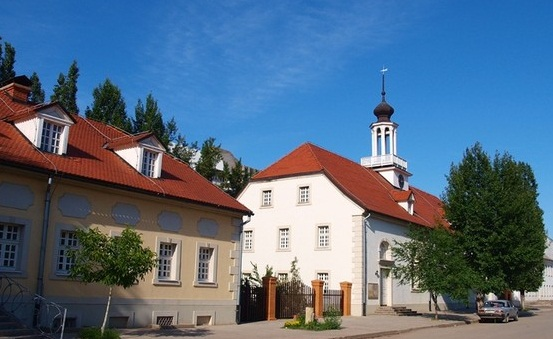
Библиотека и кирха

Сарептская кирха — лютеранский (первоначально гернгутерский) храм 1772 года, старейшая из сохранившихся действующих в России протестантских церквей и старейшее каменное здание Волгограда.
Среди прусских кирх Калининградской области есть и более старые строения, но они являются бывшими католическими храмами (костёлами); что касается кирхи Св. Екатерины (Архангельск), построенной на четыре года ранее, то её здание ныне используется не в культовых целях.

## История
14 сентября 1765 года в 28 верстах южнее Царицына (ныне часть Красноармейского района Волгограда) 50 немецких колонистов из Верхней Лужицы (Саксония) основали свое первое и единственное российское поселение Сарепту-на-Волге. Все они принадлежали к такой деноминации протестантизма, как Моравская церковь, или гернгутеры — течению в дореформационном гуситском движении, в котором, в частности, отмечается день сожжения Яна Гуса. Главная цель общины изначально была миссионерство среди язычников, где не было миссий других исповеданий, а именно среди калмыков.
Кирха (общинный зал) была заложена 12 мая 1771 года по образцу одной из кирх Братского Союза гернгутеров в Германии на средства от императрицы Екатерины II и пожертвования от членов гернгутской братской общины. Уже 3 сентября 1772 года после завершения строительства церковь была освящена епископом Иоганном Ничманом в присутствии астраханского губернатора Н. А. Бекетова и профессора С. Г. Гмелина.
Сарептская кирха представляла собой однонефный зальный храм без трансепта с башенкой–звонницей с ратушными часами с боем и шпилем с флюгером, характерный для протестантской северо- и центрально-европейской архитектуры XVIII века, с габаритами 34,55 м на 13,0 м, и высотой 13 м в уровне конька кровли. В Германии часы обычно устанавливали на городских ратушах, а шпили церквей были с крестами, а не флюгерами. Внешний вид Сарептской кирхи был призван символизировать единство духовной и светской жизни в поселке. В 1773 году со стороны северного фасада было пристроено здание для жилья проповедника, его помощников и председателя.

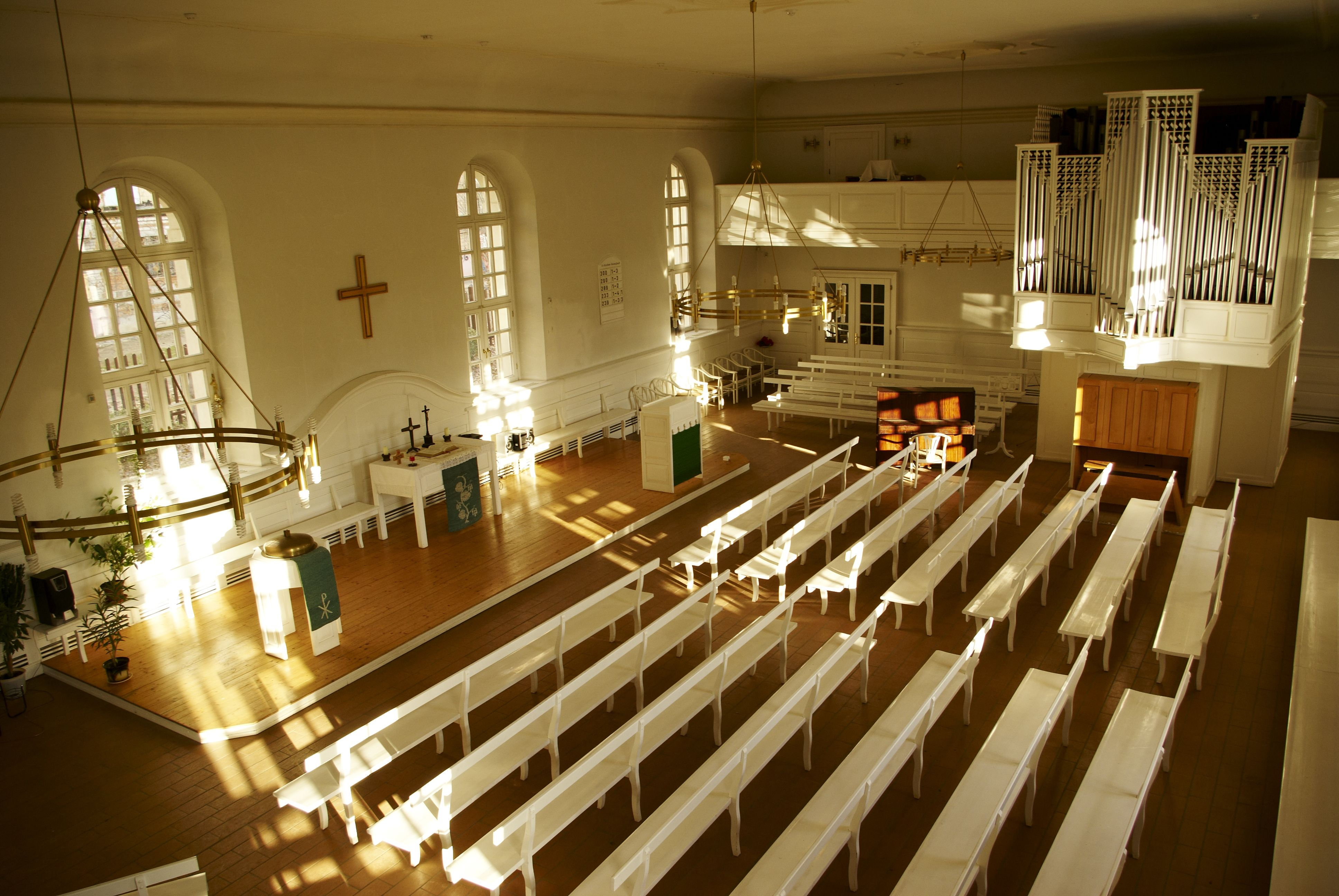
Зал Сарептской кирхи

Интерьер имел гернгутскую специфику (простота и аскетичность): плоский потолок, практически всё, включая мебель, были белыми. Вместо алтаря и кафедры, принятых у лютеран, в центре стояли литургический стол и кресло пастора; за ними на стене висела картина распятия. Справа от литургического стола находились мужская половина кирхи и мужской вход, слева — женская половина и женский вход. На церковных хорах слева 
размещались певчие и оркестр, а справа — орган.
Хотя внутриобщинная жизнь была прекрасно организована, а в XIX веке сарептский пастор принял участие в работе Российского библейского общества, которое перевело Библию на современный русский язык, неудачными оказались попытки проповеди среди калмыков, что явилось поводом для принятия гернгутской дирекцией в 1892 году решения о прекращении деятельности Сарептской общины и об отзыве братьев-гернгутеров из Сарепты. И так как среди колонистов в основном остались лютеране, то в 1894 году была создана лютеранская община. После присоединения общины к «Евангелическо-лютеранской церкви России», кирха подверглась некоторым переделкам по лютеранским канонам. Был установлен алтарь, кафедра пастора, купель сдвинута в центр, флюгер стал венчать четырехконечный крест.
В советские годы священнослужители были репрессированы и службы стали вестись нерегулярно, последний пастор арестован в 1936 году, а в 1938 закрыли кирху, орган разобрали, демонтировали башню, сняты колокола, циферблаты и маятник часов, всё внутренне убранство. В 1941 году в здании был открыт кинотеатр «Культармеец» и сделаны пристройки. С 1967 года в здании располагался склад Красноармейского универсального торга.

## Современность
В 1991 году была воссоздана лютеранская община (Евангелическо-лютеранская церковь Европейской части России), возобновлены богослужения. С появлением Государственного историко-этнографического музея-заповедника «Старая Сарепта» кирха стала составной частью музейного историко-архитектурного комплекса. Сарептская община заключила договор о передаче кирхи и дома пастора общине и поставке в Сарепту органа. В 1995-м начались реставрационные работы на пожертвования, собранные евангелическо-лютеранской общиной «Евангелическо-лютеранской церкви Бранденбурга и Берлина», и в 1996 кирха была вновь освящена, открыты Центр встреч и Немецкая библиотека, после установления в марте 2005 года органа (единственного в регионе с живым звуком без электронной подзвучки), в кирхе проводятся концерты органной музыки. В ходе реставрации были разобраны все пристройки, возведены утраченные кирпичные перегородки, восстановлены первоначальные габариты оконных и дверных проемов, восстановлена деревянная конструкция башни с завершением в виде купола с покрытием листовой медью и флюгером на шпиле, покрытие кровли выполнено из керамической черепицы.